# Franz Meyer (Ingenieur)
Franz A. Meyer (* 6. Juni 1868 in Hamburg; † 29. Mai 1933 in Jena) war ein Ingenieur und Konstrukteur optischer Instrumente. Der Vater Claus August Meyer (* 1831) war Maler in Hamburg. Seine Mutter war Anne Sophia Elisabeth Sievers (* 1832).

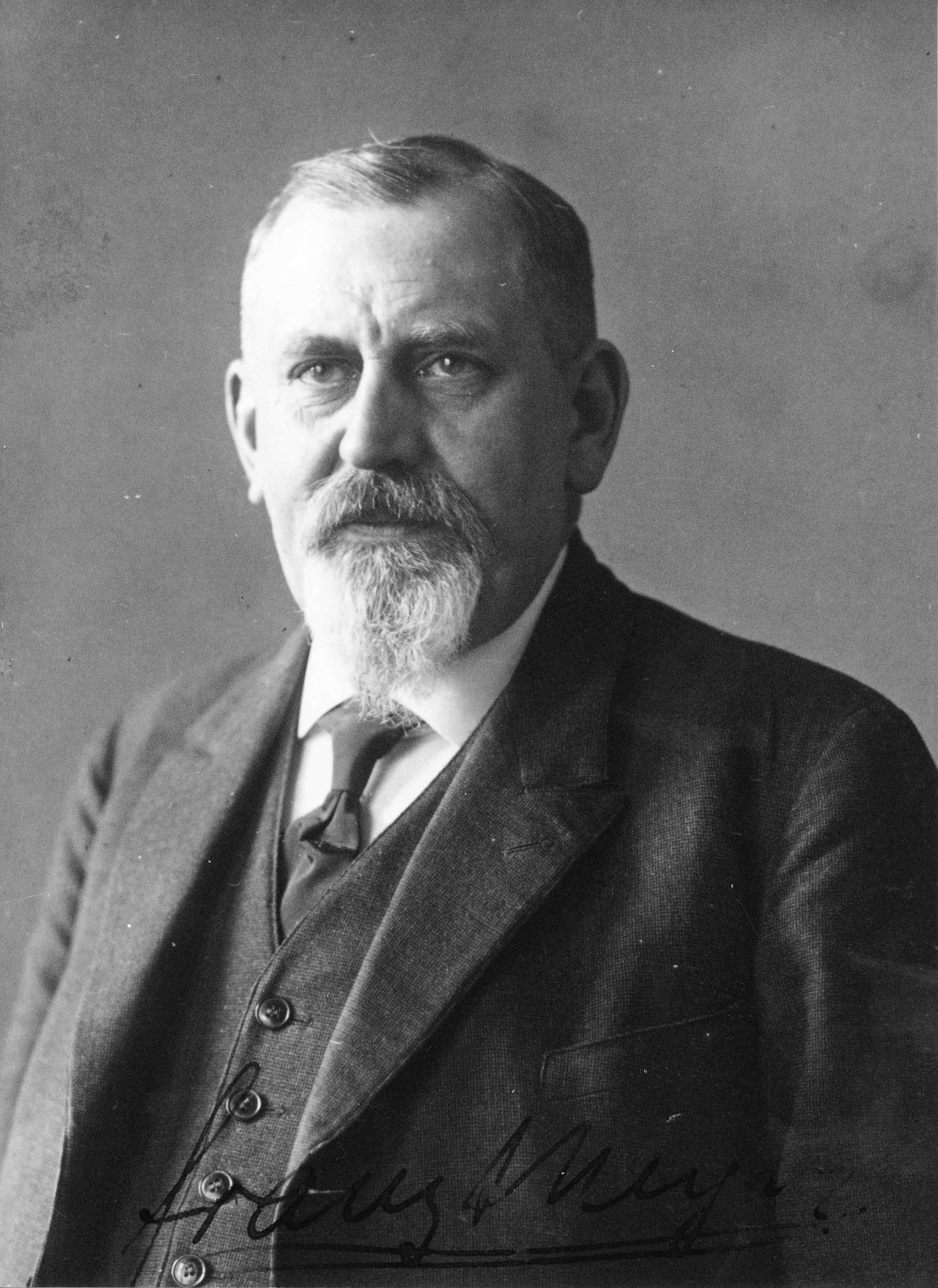
Franz A. Meyer (1924), Foto Zeiss Archiv Jena

## Ausbildung
Franz Meyer studierte an der Hamburger Staatlichen Gewerbeschule und war danach mehr als zehn Jahre in der Industrie und als freischaffender Ingenieur tätig.

## Erste Tätigkeiten
Wichtig für seine weitere Entwicklung wurde die Mitarbeit in der Berliner Maschinenbaufirma Paul Hoppe: An der Konstruktion und dem Bau des großen Treptower Fernrohres war er maßgeblich beteiligt. Dieser Große Refraktor, auch Himmelskanone genannt, ist das längste bewegliche Fernrohr der Welt. Es bildet bis heute die Hauptattraktion der Archenhold-Sternwarte im Berliner Treptower Park. Diese Volkssternwarte entstand zur Berliner Gewerbeausstellung 1896 aus Anlass des 25. Jahrestages der Erhebung Berlins zur Reichshauptstadt.

## Erster Ingenieur mit Hochschulbildung bei Carl Zeiss Jena (1902)
Nach seinem Ausscheiden bei der Firma Hoppe befasste sich Franz Meyer mehrere Jahre mit allgemeinem Maschinenbau, vor allem mit Aufgaben aus der Hydraulik, bis ihn 1902 Ernst Abbe für das Jenaer Zeisswerk gewinnen konnte. Meyers besonderes Gefühl für die Dimensionierung und Leistungsgrenzen der Konstruktionen führte bei seinen Mitarbeitern zur geflügelten Bemerkung:

„Wenn man eine MEYERsche Konstruktion in irgendeine Richtung – sei es nach Größe, Fehlereinflüssen und Toleranzen – nachrechnet und die Rechnung ergibt Widersprüche mit der Konstruktion, so kann man sicher sein, daß man sich verrechnet hat.“

Auch deshalb erhielt er allerlei Spitznamen wie „Kugelmeyer“ oder „Kettenmeyer“.

## Astroabteilung
Im Jahr 1896 kündigte Abbe an, „daß, noch bevor das nächste Jahr vorübergeht, unsere Werkstätte beteiligt sein wird am Bau astronomischer Fernrohre“. Im August 1897 wurde die Astro-Abteilung bei Zeiss gegründet. Zum einen brauchte man neue Methoden zur Fertigung und auch Ausrichtung der optischen Geräte, andererseits aber auch Antriebe für die Ausrichtung dieser Optik und für die Nachführung bei der Sternenbeobachtung. In der Folge wurden die unsichtbaren Zeichenbüros durch große Konstruktionssäle ersetzt – auch sprachlich wurde die „Optische Werkstatt“ durch die Bezeichnung „Das Zeisswerk“ ersetzt.

## Beispiele für wesentliche Neuerungen und Beiträge

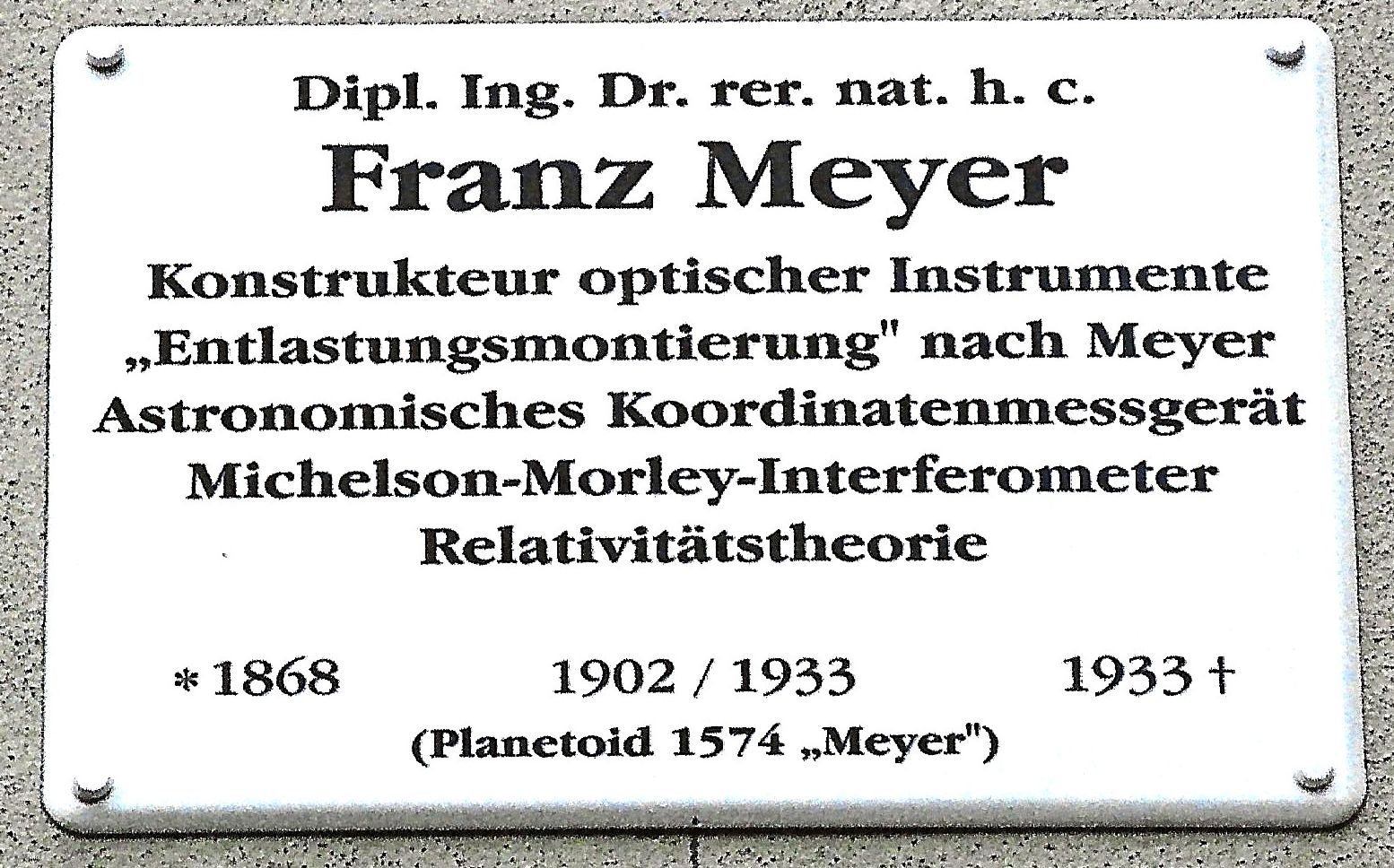
Metallschild an Bau 15, Ernst-Abbe-Platz 5, Jena, Foto: G. Herzog (2020)

1. Fernrohr
2. Uhrwerkantrieb (Regulator)[4]
3. Koordinaten-Meßapparat[5][6]
4. Interferenz-Längenteilmaschine[7][8]
5. Parabolspiegel[9]

## Entlastungsmontierung
Franz Meyer verbesserte die astronomischen Fernrohre durch viele bedeutende Neuerungen. Carl Büchele, sein Nachfolger von 1933 bis 1945, schreibt dazu:

„Der Grundgedanke seiner genialen Entlastungsmontierung - in der Fachwelt heute meist kurz Meyersche Montierung genannt – ist heute wohl Gemeingut aller Astronomen geworden.“

## Joos-Versuch 1930
Durch die Herstellung hochauflösender Beugungsgitter in einem Kellerraum von Zeiss kam Franz Meyer in Kontakt mit Georg Joos, der seit 1924 Professor für theoretische Physik an der Universität Jena war. Joos wollte experimentell den Nachweis erbringen, dass Einsteins Relativitätstheorie exakt gültig ist trotz scheinbar widersprechender Resultate. Gleichzeitig ging es auch um die Ätherhypothese. Gefördert durch den wissenschaftlichen Leiter von Zeiss, Rudolf Straubel, unter Leitung von Franz Meyer und mit Unterstützung von C. Büchele und Ing. Köppen wurde eine Konstruktion erarbeitet, welche an die Grenze der damaligen Möglichkeiten ging. Das Gerät wurde in der Astrowerkstatt gebaut. Der Versuch mit einer wesentlich höheren Genauigkeit als die vorherigen Ergebnisse zum Michelson-Morley Experiment gilt heute als „Entscheidungsexperiment“ (experimentum crucis) für die moderne Physik.

## Würdigung
Die Friedrich-Schiller-Universität Jena verlieh ihm 1930 wegen seiner Verdienste um den wissenschaftlichen Gerätebau die Würde eines Dr. h.c. – eine für einen in der Praxis stehenden Ingenieur sehr seltene Auszeichnung.